# Boxtel

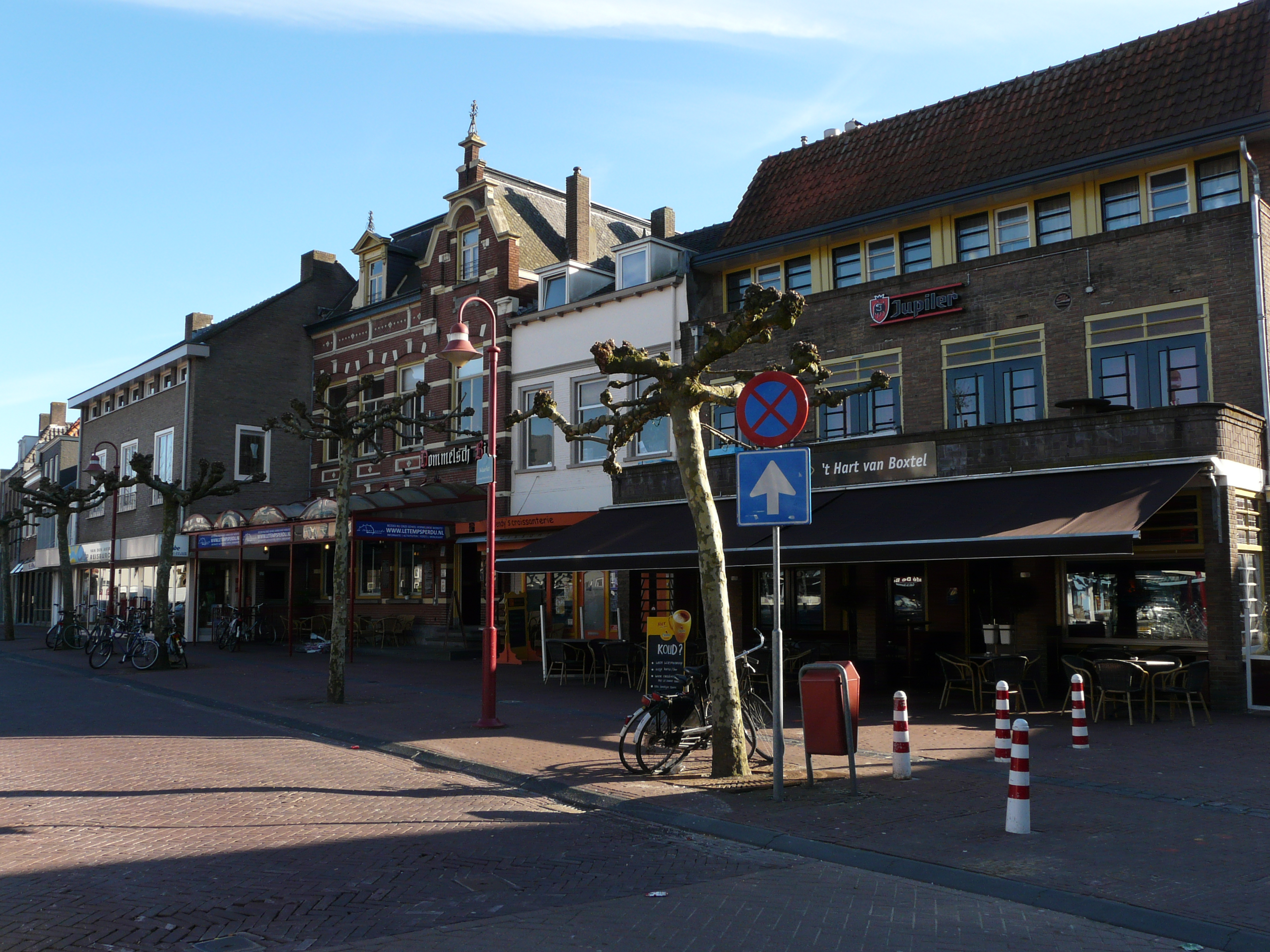
Boxtel centrum.

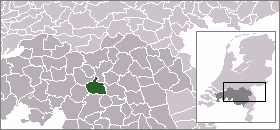
Lägeskarta

Boxtel är en kommun i provinsen Noord-Brabant i Nederländerna. Kommunens totala area är 64,77 km² (där 1,07 km² är vatten) och invånarantalet är 30 285 invånare (januari 2012).